# Steve Rogers (Marvel Cinematic Universe)
Steven G. Rogers je fiktivní postava hraná Chrisem Evansem ve filmové sérii Marvel Cinematic Universe. Postava je založená na stejnojmenné postavě z Marvel Comics. Ve filmech je Rogers super-vojákem z druhé světové války, který během svého boje proti Hydře zamrzl v Arktidě, dokud nebyl v 21. století znovu oživen. Rogers se stane hlavním členem a vůdcem Avengers.
Jako jeden z hlavních postav Marvel Cinematic Universe se od svého debutu ve filmu Captain America: První Avenger objevil se v osmi filmech a seriálu Co kdyby…?.

## Fiktivní biografie

### Captain America
Na počátku druhé světové války se Rogers pokoušel narukovat do americké armády, ale kvůli svým četným zdravotním problémům je opakovaně odmítán. V roce 1943, když se Rogers zúčastnil Stark Expa se svým nejlepším přítelem Buckym Barnesem, pokusil se znovu narukovat. Doktor Abraham Erskine zaslechne Rogerse při rozhovoru s Barnesem a řekne mu, že by se mohl stát součástí armády i se svými zdravotními problémy. Později je přijat do SSR jako součást experimentu pod vedením Erskina, plukovníka armády Phillipse a britské agentky Peggy Carterové. Rogers souhlasí s experimentem a je mu injekčně podáno Erskinovo sérum. Poté, co se Rogers objeví výrazně vyšší a svalnatější, zabije vrah Erskina a uprchne. Rogers pomocí svého pozoruhodného nárůstu rychlosti a síly pronásleduje a zajme vraha, který odhalí, že je agentem Hydry, a spáchá sebevraždu.

#### Boj s Hydrou
V roce 1943, když byl Rogers na turné v Itálii, zjistil, že 107. pluk, ve kterém byl jeho přítel Barnes, byl zabit. Rogers odmítá věřit, že je Barnes mrtvý, a spolu s Carterovou a Howardem Starkem přeletí nepřátelské linie, aby se pokusil o záchranu pluku. Rogers pronikne do základny Hydry a osvobodí Barnese a dalších 400 vězňů. Rogers konfrontuje Schmidta, který se ukáže, že je ve skutečnosti Red Skull, a unikne. Poté je Rogers formálně povýšen do hodnosti kapitána, naverbuje Barnese a několik dalších vojáků, aby vytvořili tým s názvem Howling Commandos k útoku na další základny Hydry. Stark ukáže Rogersovi různé štíty s vybavením, ale Rogers si vybere obyčejný kruhový štít, který je ale vyroben z vibránia. Tým později zajme vědce Hydry Arnima Zolu, ale Barnes během bitvy spadne do příkopu a zabije se. S využitím informací získaných od Zoly zaútočí Rogers na poslední základnu Hydry, aby zastavil Red Skulla v použití zbraní hromadného ničení ve velkých světových městech. Rogers infiltruje základnu, ale Red Skull unikne v letadle. Hned poté nasedne Rogers do druhého letadla a začne ho pronásledovat. Během konfrontace s Teseraktem, díky němuž vyráběla Hydra zbraně, Red Skull záhadně zmizí. Teserakt se ztratí v oceánu. Bez možnosti přistání se Rogers obětuje a havaruje uprostřed Arktidy.

#### Přizpůsobení se moderní době
V roce 2011 se Rogers probudí v nemocničním pokoji ve stylu 40. let. Chvíli na to si odvodí, že něco není v pořádku a uprchne ven. Najednou se ocitne na Times Square, kde ho ředitel S.H.I.E.L.D.u Nick Fury informuje, že byl 70 let zmražen.

### Bitva o New York
V roce 2012 se Rogers dozví, že většina jeho přátel z druhé světové války zemřeli a snaží se přizpůsobit modernímu světu. Osloví ho Fury, který aktivoval „Iniciativu Avengers“ s úkolem získat od Lokiho ukradený Teserakt. Rogers souhlasí a agent Phil Coulson ho seznámí s Romanovovou a Bannerem. Ve Stuttgartu konfrontuje Rogers Lokiho, dokud se neobjeví Tony Stark, který mu pomůže ho zatknout. Zatímco je Loki doprovázen do vazby, přijde jeho bratr Thor a osvobodí ho v naději, že ho přesvědčí, aby neuskutečnil jeho plán. Po konfrontaci mezi Thorem, Starkem a Rogersem Thor souhlasí, že vezme Lokiho do základny S.H.I.E.L.D.u, Helikariéru. Avengers se rozdělí, jak ohledně přístupu k Lokimu, tak i k zjištění, že S.H.I.E.L.D. má plány využít Teserakt k vývoji zbraní podobným, jako to měla Hydra ve 40. letech. Agenti posedlí Lokim, včetně Clinta Bartona, zaútočí na Helikariér a deaktivují jeden z jeho motorů za letu, který musí Stark a Rogers společně opravit. Loki unikne a Stark s Rogersem si uvědomí, že pro Lokiho nebude stačit jejich prostá porážka, musí je veřejně přemoci, aby se potvrdil jako vládce Země. Rogers zve Bartona, aby se připojil k Avengerům poté, co je Romanovovou osvobozen od kontroly mysli. Loki použije Teserakt k otevření červí díry v New Yorku, aby umožnil invazi armády Chitauri. Rogers však úspěšně vede Avengers při obraně města a porazí Lokiho. Po bitvě Rogers koordinuje pátrání a záchranu zraněných civilistů. Thor se vrací s Lokim na Asgard, aby čelil spravedlnosti za jeho invazi na Zemi.

### Zničení Hydry
V roce 2014 pracuje Rogers pro S.H.I.E.L.D. ve Washingtonu D.C., pod vedením Furyho, přičemž se nadále přizpůsobuje současné době. Rogers a Romanovová jsou posláni s protiteroristickým týmem S.T.R.I.K.E., aby osvobodili rukojmí na palubě satelitní lodí, kterou unesla teroristická skupina vedená Batrocem. Rogers a S.T.R.I.K.E úspěšně zachrání rukojmí, ale Batroc unikne, když Rogers zjistí, že Romanovová má svůj vlastní program – extrahovat data z počítačů lodi pro Furyho. Rogers se vrací do Triskelionu, ústředí S.H.I.E.L.D.u, aby se postavil Furymu, a je informován o projektu Insight, který zahrnuje tři Helikariéri, které by zneškodnili jakoukoli hrozbu. Rogers s odvoláním na své morální hodnoty s takovýmto programem nesouhlasí, jelikož projekt pravděpodobně povede ke smrti nevinných lidí. Později naívívšt starou Peggy Carterovou, která vyjadřuje politování nad tím, že Rogers nikdy nezažil život, jaký si zasloužil.
Rogers zjistí, že nelze dešifrovat data získaná Romanovovou, a proto začne mít Fury podezření ohledně projektu Insight. Fury je později přepaden útočníky vedenými Winter Soldierem, ale unikne a varuje Rogerse, že S.H.I.E.L.D. je ohrožen. Fury je později Winter Soldierem zastřelen, ale podá Rogersovi flash disk obsahující Romanovové data. Pierce, spolu-ředitel S.H.I.E.L.D.u předvolá Rogerse do Triskelionovi a odhalí důkazy, že Fury najal Batroca, aby unesl loď, aby získal data, ale když Rogers neřekne o Furyho informacích, Pierce ho označí jako zběha. Rogers je loven S.T.R.I.K.E.em, ale unikne a setká se s Romanovovou. Pomocí dat objevili tajný bunkr S.H.I.E.L.D.u, kde aktivují superpočítač obsahující zachované vědomí Arnima Zoly. Zola odhalí, že po založení S.H.I.E.L.D.u po druhé světové válce, Hydra tajně operovala v jeho řadách a vytvářela světovou krizi, která by nakonec způsobila, že lidstvo obětuje svobodu za bezpečnost. Raketa zničí bunkr ve kterém je Rogers a Romanovová. Ti se ale zachrání a přijdou na to, že Pierce je vůdce Hydry v S.H.I.E.L.D.u.
Rogers a Romanovová získají pomoc bývalého parašutistu letectva USA Sama Wilsona, s nímž se Rogers dříve spřátelil. Když zjiistí, že agent S.H.I.E.L.D.u Jasper Sitwell je krtek Hydry, nutí ho prozradit plán Hydry. Poté jsou přepadeni Winter Soldierem, kterého Rogers pozná jako Buckyho Barnese, svého přítele, o kterém si myslel, že zemřel během druhé světové války. Marii Hillové, zastupujícímu řediteli Nicka Fury, se podaří navést trojici do bunkru, kde je Fury, který předstíral svou smrt a čeká s plány na sabotáž Helikariérů výměnou jejich čipů. Poté, co členové Rady bezpečnosti přijedou na start Helikariérů, Rogers odhalí spiknutí Hydry, které způsobí konflikt uvnitř S.H.I.E.L.D.u. Rogers a Wilson zaútočí na dva Helikariéry a nahradí jejich čipy, ale Winter Soldier zničí Wilsonův oblek a bojuje s Rogersem na třetím Helikariéru. Rogers ho odrazí a nahradí poslední čip, což umožní Hillové zničit Helikariéry navzájem. Rogers odmítne bojovat s Winter Soldierem ve snaze obnovit vědomí jeho přítele, ale když se loď srazí s Triskelionem, je Rogers vržen do řeky Potomac. Barnes zachrání Rogerse a zmizí v lese. Poté, co se Rogers zotavil ze svých zranění, se spojil spolu s Wilsonem, aby našli Barnese.

### Boj s Ultronem
V roce 2015 vede Rogers Avengers proti základně Hydry, aby získali Lokiho žezlo a zničili Hydru. Jsou napadeni dvojčaty Wandou Maximovovou a Pietrem Maximovem, ale žezlo se jim podaří vzít zpět. Vracející se do základny Avengers, kde chtějí Stark a Banner pomocí žezla dokončit program "Ultron", který by chránil Zemi. V ten večer pořádají Avengers slavnostní večírek, ale Ultron se odhalí a napadne tým, než unikne pryč. V Johannesburgu konfrontují Avengers Ultrona, Wandu a Pietra. Maximovová způsobí Rogersovi halucinační vize o něm a Peggy Carterové. Poté, co Maximovová způsobí, že Hulk zpustoší město, než ho Stark zpacifikuje, odejdou Rogers a další Avengers do Bartonova tajného sídla, aby se mohli vzchopit a následně porazit Ultrona.
V Soulu se Rogers, Romanovová a Barton pokoušejí zabránit Ultronovi v nahrání jeho mysli do syntetického vibraniového těla poháněného kamenem mysli. Rogers bojuje s Ultronem ve snaze zabránit mu v dokončení nahrávání. Pomáhají mu Maximovovi, která se postavila na stranu Avengers poté, co se dozvěděla, že Ultron plánuje vyhladit lidstvo. Získají syntetické tělo, ale Romanovová je zajata. V základně Avengers mají Avengers spor o syntetické tělo, které ale Thor aktivuje a stan se z něj Vision. Rogers a Avengers se poté vrátí do Sokovie, kde se účastní boje proti Ultronovi. Později, v nové základně Avengers začínají Rogers a Romanovová trénovat nové členy týmu Avengers.

### Sokovijská smlouva
V roce 2016 Rogers, Maximovová, Romanovová a Wilson zastavili žoldáka Brocka Rumlowa v krádeži biologické zbraně z laboratoře v Lagos. Rumlow, který byl dříve agentem Hydry, se pokusí zabít Rogerse sebevražednou bombou, ale Maximovová ho zachrání. Při tom však omylem zabije několik wakandských pracovníku. To vede k tomu, že americký ministr zahraničí Ross infromuje Avengers, že OSN připravuje tzv. Sokovijskou smlouvu, díky které bude mít OSN přehled o Avengers a bude je řídit. Avengers se však rozděli. Stark smlouvu podporuje kvůli své roli při tvorbě Ultrona a devastaci Sokovie, zatímco Rogers váhá.
Helmut Zemo ukradne knihu obsahující slova, která aktivují v Barnesovi Winter Soldiera. Později je Barnes obviněn z bombového útoku ve Vídni, při kterém byl zabit král T'Chaka z Wakandy. Rogers a Wilson vystopují Barnese do Bukurešti a pokusí se ho ochránit před T'Challou, synem T'Chaky, a úřady, ale jsou zadrženi. Zemo se později vydává za psychiatra vyslaného na pohovor s Barnesem, aby mohl spustit Winter Soldiera a zakrýt tak svůj útěk. Rogers zastaví Barnese a skryje ho. Když Barnes získá své smysly zpět, vysvětlí, že Zemo je skutečný vídeňský bombardér, a chtěl umístění základny Hydry na Sibiři, kde jsou jiní Winter Soldierové. Rogers a Wilson jsou hledaní a tak rekrutují Bartona, Langa a Maximovovou. Stark sestaví tým, aby zajal Rogersův tým. Oba týmy bojují na letišti v Lipsku, dokud Romanovová nedovolí Rogersovi a Barnesovi uprchnout. Stark se dohodne s Rogersem a Barnesem na příměří poté, co se dozvěděl o Zemovi, ale Zemo odhalí záběry automobilu, na kterých je zachycen Barnes v roce 1991 jak zabíjí Starkovy rodiče. Rozzuřený Stark zaútočí na Barnese. Po intenzivním boji zničí Rogers Starkovu zbroj Iron Mana a odejde s Barnesem, ale nechá za sebou svůj štít. Rogers vysvobodí svůj tým z vězení a zamíří do Wakandy s Barnesem, kde se Barnes rozhodne vrátit do kryogenního spánku, dokud nebude nalezen lék na jeho vymytí mozku. Rogers, Maximovová, Romanovová a Wilson jsou hledaní OSN za porušení Sokovijských dohod, zatímco Barton a Lang mají domácí vězení.

### Infinity War
V roce 2018 zachránili Rogers, Romanovová a Wilson Maximovovou s Visionem před dvěma Thanosovými dětmi. Skupina se vrátí do základny Avengers, kde se sejdou s Bannerem a Rhodesem. Rhodes odmítne rozkaz ministra Rosse zatknout skupinu a Rogers informuje Rosse, že mají v úmyslu bránit Zemi před příchozí hrozbou, se jeho svolením i bez něj. Později tým včetně s Rogersem cestuje do Wakandy, aby odstranili kámen mysli z Visionovi hlavy, aniž by ho při tom zabili. Rogers nařídí Maximovové, aby kámen zničila, jakmile bude vyjmut z jeho hlavy. Když Thanosovy děti armáda Outriders napadnou Wakandu, Rogers, Barnes, Romanovová, Wilson, Rhodes, Banner, T'Challa a Wakandanská armáda se připojí k obraně a získají podporu, když dorazí Thor, Rocket a Groot. Rogers se pokusí shromáždit Avengers proti Thanosovi, který ale úspěšně zabije Visiona, získá kámen mysli a luskne s rukavicí. To Rogers přežije, ale cítí se poražen.

### Endgame

Štít Kapitána Ameriky

V roce 2023 vede Rogers podpůrnou skupinu pro truchlící přeživší v New Yorku. Rogers a Romanovová jsou v šoku, když Lang dorazí do základny Avengers a vysvětlí, že byl uvězněn v kvantové říši, a navrhuje ji použít pro přesun v čase. Rogers, Romanovová a Lang navštíví Starka, ale on odmítne pomoci. Setkají se s Bannerem, který souhlasí, ale jejich počáteční pokusy o cestování v čase jsou neúspěšné. Stark se vrací do základny a odhalí, že zjistil jak cestovat časem. Stark a Rogers uzavírají svůj téměř deset let trvající spor a obnovují vzájemnou důvěru tím, že Stark vrátí Rogersovi jeho štít. Poté, co se Barton a Thor vrátí do základny, tým sestaví plán a Rogers se spojí se Starkem, Bannerem a Langem, aby odcestovali do roku 2012 a získali tři Kameny přítomné v New Yorku během Lokiho invaze. Podařilo se jim zajistit kámen času. Při získávání Kamene mysli musel Rogers musel bojovat s jeho verzí z roku 2012. Poté, co se plán pro získání kamene mysli zvrtne, rozhodne se Stark a Rogers, že se přemístí do roku 1970, aby Stark mohl získat Teserakt ze základny S.H.I.E.L.D.u v New Jersey, zatímco Rogers najde Pymovy částice na stejné základně pro jejich cestu zpět. Avengers se vrátí, s výjimkou Romanovové, která se pro misi obětovala. Poté, co Rocket, Stark a Banner vytvoří rukavici, Banner zruší Problik. Verze Thanose z roku 2014 se však vynoří z kvantové říše a zaútočí na základnu Avengers.
Během boje proti Thanosovi se ukázalo, že Rogers dokáže zvednout Thorovo kladivo Mjolnir. Thanos je příliš silný ale Rogers se postaví sám, aby čelil Thanosovi a celé jeho armádě. Obnovení Avengers a všichni ostatních však dorazí a Rogers je všechny shromáždí v závěrečné bitvě proti Thanosovi. Bez dalších možností vítězství použije Stark rukavici a luskne prsty, aby porazil Thanose a jeho armádu. Poté, co se zúčastnil Starkova pohřbu, se Rogers znovu sešel s Barnesem, Wilsonem a Bannerem a vrátil Kameny nekonečna a Mjolnir do jejich příslušných časů a míst. Rogers se však také rozhodl vrátit do roku 1949, aby se sešel s Carterovou, kde se ožení a zažije s ní plnohodnotný život. Po návratu k Barnesovi, Wilsonovi a Bannerovi se zjeví jako postarší muž, který je konečně v míru, a předává štít Wilsonovi.

### Dědictví
Šest měsíců po druhém Probliku se Sam Wilson potýká s myšlenkou převzít Rogersův titul jako Captain America, ale místo toho dá štít vládě USA, aby jej bylo možné vystavit v expozici muzea věnované Rogersovi. Wilson později zjistí, že vláda se rozhodla jmenovat Johna Walkera novým Captainem Americou.

## Alternativní verze

### Co kdyby…?

#### Kapitánka Carterová
V alternativním časové vede útok Hydry na SSR k tomu, že je Rogers postřelen, než si může aplikovat sérum, což vede k tomu, že si namísto něj aplikuje sérum Carterová. Zraněný, ale přesto podporující Carterovou, Rogers navštěvuje fyzickou terapii a povzbuzuje Carterovou v jejích dobrodružstvích.
Když Carterová získá zpět Teserakt od Hydry, Howard Stark ho využije k vybudování velkého obleku "Iron Mana" z 2. světové války, který daruje Rogersovi, aby se mohl připojit k Carterové v boji. Zatímco jsou v Alpách, Rogers se připojí na misi zabít Red Skulla. Rogers je ale chycen ve vlaku naloženém výbušninami. Ten spolu s Rogersem, ale vybuchne a způsobí lavinu. Carterová poté truchlí po Rogersovi, za předpokladu, že je mrtvý.
V závěrečné misi k zastavení Hydry vede Carterová tým na misi zaútočit na výzkumné zařízení Hydry. Tým najde Rogerse připoutaného vedle obleku. K napájení obleku používají generátor a Rogers se vratí k týmu. Red Skull ale pomocí Teseraktu otevře portál do jiné dimenze a stvoření podobné chobotnici jej zabije. Carterová a Rogers spolu bojují proti tvorovi, ale Carterová si uvědomuje, že musí sama protlačit chapadla portálem, a Rogers ji sleduje, jak mizí v portálu.

## Výskyt

### Filmy
- Captain America: První Avenger
- Avengers
- Captain America: Návrat prvního Avengera
- Avengers: Age of Ultron
- Ant-Man (potitulková scéna)
- Captain America: Občanská válka
- Spider-Man: Homecoming (cameo)[7]
- Avengers: Infinity War
- Captain Marvel (potitulková scéna)[8]
- Avengers: Endgame

### Seriály
- Co kdyby…? [9]